# I'm Gonna Crawl
I'm Gonna Crawl è la settima traccia dell'ottavo ed ultimo album In Through the Out Door del gruppo musicale britannico Led Zeppelin. Il brano è a firma di Robert Plant, Jimmy Page e John Paul Jones, ma maggior parte del lavoro è frutto dell'ultimo.

## Descrizione

### Composizione
Jones fu autore della maggior parte delle canzoni dell'album, compresa I'm Gonna Crawl, siccome Page e Bonham in quel periodo avevano forti problemi legati all'abuso di droghe, mentre Plant si stava ancora riprendendo dalla morte del figlio Karac (a cui dedicò All My Love facente parte dello stesso album) avvenuta nel 1977.
Lo stile di I'm Gonna Crawl si ispira a quello dei dischi soul dell'Atlantic Records risalenti agli anni '60: sia per Jones che per Plant il riferimento maggiore fu It's Too Late dell'omonimo album di Wilson Pickett. A livello tecnico, è forte la presenza del sintetizzatore Yamaha GX-1 suonato da Jones.

## Formazione
- Jimmy Page - chitarra elettrica
- John Bonham - batteria
- John Paul Jones - basso elettrico, sintetizzatore
- Robert Plant - voce[2]